# 1 000 kilomètres de Catalogne 2008
Navigation
Édition suivante
Les 1 000 kilomètres de Catalogne 2008 (1000 Km De Catalunya), disputées le 6 avril 2008 sur le circuit de Catalogne, sont la vingt-et-unième édition de cette épreuve, la troisième sur un format de 1 000 kilomètres et la première manche des Le Mans Series 2008. Elle est remportée par la Peugeot 908 HDi FAP no 7 de l'écurie Peugeot Sport.

## Course

### Classement de la course
Classement à l'issue de la course (vainqueurs de catégorie en gras), :
| Pos.   | Catégorie | N° | Écurie                                          | Pilotes                                                    | Châssis/Moteur                       | Pneus | Tours |
| ------ | --------- | -- | ----------------------------------------------- | ---------------------------------------------------------- | ------------------------------------ | ----- | ----- |
| 1      | LMP1      | 7  | Team Peugeot Total                              | Nicolas Minassian Marc Gené                                | Peugeot 908 HDi FAP                  | M     | 215   |
| 1      | LMP1      | 7  | Team Peugeot Total                              | Nicolas Minassian Marc Gené                                | Peugeot HDi 5.5 L Turbo V12 (Diesel) | M     | 215   |
| 2      | LMP1      | 2  | Audi Sport Team Joest                           | Alexandre Prémat Mike Rockenfeller                         | Audi R10                             | M     | 214   |
| 2      | LMP1      | 2  | Audi Sport Team Joest                           | Alexandre Prémat Mike Rockenfeller                         | Audi TDI 5.5 L Turbo V12 (Diesel)    | M     | 214   |
| 3      | LMP1      | 10 | Charouz Racing System                           | Jan Charouz Stefan Mücke                                   | Lola B08/60                          | M     | 212   |
| 3      | LMP1      | 10 | Charouz Racing System                           | Jan Charouz Stefan Mücke                                   | Aston Martin 6.0 L V12               | M     | 212   |
| 4      | LMP1      | 16 | Pescarolo Sport                                 | Emmanuel Collard Jean-Christophe Boullion                  | Pescarolo 01                         | M     | 210   |
| 4      | LMP1      | 16 | Pescarolo Sport                                 | Emmanuel Collard Jean-Christophe Boullion                  | Judd GV5.5 S2 5.5 L V10              | M     | 210   |
| 5      | LMP1      | 1  | Audi Sport Team Joest                           | Allan McNish Rinaldo Capello                               | Audi R10                             | M     | 209   |
| 5      | LMP1      | 1  | Audi Sport Team Joest                           | Allan McNish Rinaldo Capello                               | Audi TDI 5.5 L Turbo V12 (Diesel)    | M     | 209   |
| 6      | LMP2      | 34 | Van Merksteijn Motorsport (en) Équipe Verschuur | Peter van Merksteijn Sr. Jos Verstappen                    | Porsche RS Spyder Evo                | M     | 208   |
| 6      | LMP2      | 34 | Van Merksteijn Motorsport (en) Équipe Verschuur | Peter van Merksteijn Sr. Jos Verstappen                    | Porsche MR6 3.4 L V8                 | M     | 208   |
| 7      | LMP1      | 17 | Pescarolo Sport                                 | Harold Primat Christophe Tinseau                           | Pescarolo 01                         | M     | 208   |
| 7      | LMP1      | 17 | Pescarolo Sport                                 | Harold Primat Christophe Tinseau                           | Judd GV5.5 S2 5.5 L V10              | M     | 208   |
| 8      | LMP2      | 33 | Speedy Racing Team Sebah Automotive             | Andrea Belicchi Xavier Pompidou Steve Zacchia              | Lola B08/80                          | M     | 207   |
| 8      | LMP2      | 33 | Speedy Racing Team Sebah Automotive             | Andrea Belicchi Xavier Pompidou Steve Zacchia              | Judd DB 3.4 L V8                     | M     | 207   |
| 9      | LMP2      | 31 | Team Essex                                      | Casper Elgaard John Nielsen                                | Porsche RS Spyder Evo                | D     | 204   |
| 9      | LMP2      | 31 | Team Essex                                      | Casper Elgaard John Nielsen                                | Porsche MR6 3.4 L V8                 | D     | 204   |
| 10     | LMP1      | 18 | Rollcentre Racing                               | Martin Short Vanina Ickx João Barbosa                      | Pescarolo 01                         | D     | 204   |
| 10     | LMP1      | 18 | Rollcentre Racing                               | Martin Short Vanina Ickx João Barbosa                      | Judd GV5.5 S2 5.5 L V10              | D     | 204   |
| 11     | LMP2      | 25 | Ray Mallock Ltd.                                | Mike Newton Thomas Erdos                                   | MG-Lola EX265                        | M     | 201   |
| 11     | LMP2      | 25 | Ray Mallock Ltd.                                | Mike Newton Thomas Erdos                                   | MG (AER) XP21 2.0 L Turbo I4         | M     | 201   |
| 12     | LMP1      | 8  | Team Peugeot Total                              | Stéphane Sarrazin Pedro Lamy                               | Peugeot 908 HDi FAP                  | M     | 200   |
| 12     | LMP1      | 8  | Team Peugeot Total                              | Stéphane Sarrazin Pedro Lamy                               | Peugeot HDi 5.5 L Turbo V12 (Diesel) | M     | 200   |
| 13     | LMP2      | 35 | Saulnier Racing                                 | Pierre Ragues Matthieu Lahaye                              | Pescarolo 01                         | M     | 199   |
| 13     | LMP2      | 35 | Saulnier Racing                                 | Pierre Ragues Matthieu Lahaye                              | Judd DB 3.4 L V8                     | M     | 199   |
| 14     | LMP2      | 27 | Horag Racing                                    | Fredy Lienhard Didier Theys Jan Lammers                    | Porsche RS Spyder Evo                | M     | 198   |
| 14     | LMP2      | 27 | Horag Racing                                    | Fredy Lienhard Didier Theys Jan Lammers                    | Porsche MR6 3.4 L V8                 | M     | 198   |
| 15     | LMP2      | 26 | Team Bruichladdich Radical                      | Jens Petersen Jan-Dirk Lueders Marc Rostan                 | Radical SR9                          | D     | 194   |
| 15     | LMP2      | 26 | Team Bruichladdich Radical                      | Jens Petersen Jan-Dirk Lueders Marc Rostan                 | AER p. 07 2.0 L Turbo I4             | D     | 194   |
| 16     | GT1       | 72 | Luc Alphand Aventures                           | Luc Alphand Guillaume Moreau Patrice Goueslard             | Chevrolet Corvette C6.R              | M     | 194   |
| 16     | GT1       | 72 | Luc Alphand Aventures                           | Luc Alphand Guillaume Moreau Patrice Goueslard             | Chevrolet LS7.R 7.0 L V8             | M     | 194   |
| 17     | LMP2      | 41 | Trading Performance                             | Karim Ojjeh Claude-Yves Gosselin Julien Schroyen           | Zytek 07S/2                          | M     | 193   |
| 17     | LMP2      | 41 | Trading Performance                             | Karim Ojjeh Claude-Yves Gosselin Julien Schroyen           | Zytek ZG348 3.4 L V8                 | M     | 193   |
| 18     | GT1       | 50 | Larbre Compétition                              | Frédéric Makowiecki Christophe Bouchut Patrick Bornhauser  | Saleen S7-R                          | M     | 192   |
| 18     | GT1       | 50 | Larbre Compétition                              | Frédéric Makowiecki Christophe Bouchut Patrick Bornhauser  | Ford 7.0 L V8                        | M     | 192   |
| 19     | GT1       | 55 | IPB Spartak Racing Reiter Engineering           | Peter Kox Roman Rusinov                                    | Lamborghini Murciélago R-GT          | M     | 190   |
| 19     | GT1       | 55 | IPB Spartak Racing Reiter Engineering           | Peter Kox Roman Rusinov                                    | Lamborghini L535 6.0 L V12           | M     | 190   |
| 20     | LMP2      | 40 | Quifel ASM Team                                 | Miguel Amaral Olivier Pla                                  | Lola B05/40                          | D     | 190   |
| 20     | LMP2      | 40 | Quifel ASM Team                                 | Miguel Amaral Olivier Pla                                  | AER p. 07 2.0 L Turbo I4             | D     | 190   |
| 21     | GT2       | 96 | Virgo Motorsport                                | Rob Bell Gianmaria Bruni                                   | Ferrari F430GT                       | D     | 189   |
| 21     | GT2       | 96 | Virgo Motorsport                                | Rob Bell Gianmaria Bruni                                   | Ferrari 4.0 L V8                     | D     | 189   |
| 22     | GT2       | 77 | Team Felbermayr-Proton                          | Marc Lieb Alex Davison                                     | Porsche 997 GT3-RSR                  | M     | 189   |
| 22     | GT2       | 77 | Team Felbermayr-Proton                          | Marc Lieb Alex Davison                                     | Porsche 3.8 L Flat-6                 | M     | 189   |
| 23     | GT2       | 76 | IMSA Performance Matmut                         | Raymond Narac Richard Lietz                                | Porsche 997 GT3-RSR                  | M     | 187   |
| 23     | GT2       | 76 | IMSA Performance Matmut                         | Raymond Narac Richard Lietz                                | Porsche 3.8 L Flat-6                 | M     | 187   |
| 24     | GT2       | 90 | Farnbacher Racing                               | Pierre Ehret Pierre Kaffer Anthony Beltoise                | Ferrari F430GT                       | M     | 186   |
| 24     | GT2       | 90 | Farnbacher Racing                               | Pierre Ehret Pierre Kaffer Anthony Beltoise                | Ferrari 4.0 L V8                     | M     | 186   |
| 25     | GT2       | 85 | Snoras Spyker Squadron                          | Peter Dumbreck Ralf Kelleners Alexey Vasiliev              | Spyker C8 Laviolette GT2-R           | M     | 184   |
| 25     | GT2       | 85 | Snoras Spyker Squadron                          | Peter Dumbreck Ralf Kelleners Alexey Vasiliev              | Audi 4.0 L V8                        | M     | 184   |
| 26     | GT2       | 99 | JMB Racing Aucott Racing                        | Stéphane Daoudi Ben Aucott                                 | Ferrari F430GT                       | M     | 183   |
| 26     | GT2       | 99 | JMB Racing Aucott Racing                        | Stéphane Daoudi Ben Aucott                                 | Ferrari 4.0 L V8                     | M     | 183   |
| 27     | GT2       | 75 | IMSA Performance Matmut                         | Richard Balandras Michel Lecourt Jean-Philippe Belloc      | Porsche 997 GT3-RSR                  | M     | 182   |
| 27     | GT2       | 75 | IMSA Performance Matmut                         | Richard Balandras Michel Lecourt Jean-Philippe Belloc      | Porsche 3.8 L Flat-6                 | M     | 182   |
| 28     | GT2       | 95 | James Watt Automotive                           | Markus Palttala Mikael Forsten Paul Daniels                | Porsche 997 GT3-RSR                  | D     | 182   |
| 28     | GT2       | 95 | James Watt Automotive                           | Markus Palttala Mikael Forsten Paul Daniels                | Porsche 3.8 L Flat-6                 | D     | 182   |
| 29     | GT2       | 88 | Team Felbermayr-Proton                          | Horst Felbermayr, Sr. Horst Felbermayr, Jr. Christian Ried | Porsche 997 GT3-RSR                  | M     | 181   |
| 29     | GT2       | 88 | Team Felbermayr-Proton                          | Horst Felbermayr, Sr. Horst Felbermayr, Jr. Christian Ried | Porsche 3.8 L Flat-6                 | M     | 181   |
| 30     | GT2       | 98 | JMB Racing                                      | Bo McCormick Maurice Basso Mauro Casadei                   | Ferrari F430GT                       | M     | 178   |
| 30     | GT2       | 98 | JMB Racing                                      | Bo McCormick Maurice Basso Mauro Casadei                   | Ferrari 4.0 L V8                     | M     | 178   |
| 31     | LMP1      | 19 | Chamberlain-Synergy Motorsport                  | Bob Berridge Gareth Evans                                  | Lola B06/10                          | D     | 177   |
| 31     | LMP1      | 19 | Chamberlain-Synergy Motorsport                  | Bob Berridge Gareth Evans                                  | AER P32C 4.0 L Turbo V8              | D     | 177   |
| 32     | LMP1      | 20 | Epsilon Euskadi                                 | Angel Burgueño Miguel Ángel de Castro                      | Epsilon Euskadi EE1                  | M     | 167   |
| 32     | LMP1      | 20 | Epsilon Euskadi                                 | Angel Burgueño Miguel Ángel de Castro                      | Judd GV5.5 S2 5.5 L V10              | M     | 167   |
| 33     | LMP1      | 14 | Creation Autosportif                            | Jamie Campbell-Walter Stuart Hall Felipe Ortiz             | Creation CA07                        | D     | 163   |
| 33     | LMP1      | 14 | Creation Autosportif                            | Jamie Campbell-Walter Stuart Hall Felipe Ortiz             | AIM (Judd) YS5.5 5.5 L V10           | D     | 163   |
| 34     | LMP2      | 37 | WR Salini                                       | Stéphane Salini Philippe Salini Patrice Roussel            | WR LMP2008                           | D     | 154   |
| 34     | LMP2      | 37 | WR Salini                                       | Stéphane Salini Philippe Salini Patrice Roussel            | Zytek ZG348 3.4 L V8                 | D     | 154   |
| 35 NC  | LMP2      | 30 | Racing Box                                      | Filippo Francioni Marco Didaio                             | Lucchini LMP2/04                     | D     | 142   |
| 35 NC  | LMP2      | 30 | Racing Box                                      | Filippo Francioni Marco Didaio                             | Judd XV675 3.4 L V8                  | D     | 142   |
| 36 DNF | LMP1      | 6  | Team Oreca-Matmut                               | Olivier Panis Nicolas Lapierre                             | Courage-Oreca LC70                   | M     | 178   |
| 36 DNF | LMP1      | 6  | Team Oreca-Matmut                               | Olivier Panis Nicolas Lapierre                             | Judd GV5.5 S2 5.5 L V10              | M     | 178   |
| 37 DNF | GT1       | 73 | Luc Alphand Aventures                           | Sébastien Dumez Jean-Luc Blanchemain Roland Bervillé       | Chevrolet Corvette C6.R              | M     | 162   |
| 37 DNF | GT1       | 73 | Luc Alphand Aventures                           | Sébastien Dumez Jean-Luc Blanchemain Roland Bervillé       | Chevrolet LS7.R 7.0 L V8             | M     | 162   |
| 38 DNF | LMP1      | 4  | Saulnier Racing                                 | Jacques Nicolet Marc Faggionato Richard Hein               | Pescarolo 01                         | M     | 132   |
| 38 DNF | LMP1      | 4  | Saulnier Racing                                 | Jacques Nicolet Marc Faggionato Richard Hein               | Judd GV5.5 S2 5.5 L V10              | M     | 132   |
| 39 DNF | GT1       | 59 | Team Modena                                     | Tomáš Enge Antonio García                                  | Aston Martin DBR9                    | M     | 124   |
| 39 DNF | GT1       | 59 | Team Modena                                     | Tomáš Enge Antonio García                                  | Aston Martin 6.0 L V12               | M     | 124   |
| 40 DNF | LMP1      | 5  | Team Oreca-Matmut                               | Soheil Ayari Stéphane Ortelli                              | Courage-Oreca LC70                   | M     | 108   |
| 40 DNF | LMP1      | 5  | Team Oreca-Matmut                               | Soheil Ayari Stéphane Ortelli                              | Judd GV5.5 S2 5.5 L V10              | M     | 108   |
| 41 DNF | LMP2      | 44 | Kruse Schiller Motorsport                       | Jean de Pourtales Hideki Noda                              | Lola B05/40                          | D     | 94    |
| 41 DNF | LMP2      | 44 | Kruse Schiller Motorsport                       | Jean de Pourtales Hideki Noda                              | Mazda MZR-R 2.0 L Turbo I4           | D     | 94    |
| 42 DNF | GT2       | 91 | Farnbacher Racing                               | Lars-Erik Nielsen Allan Simonsen Richard Westbrook         | Porsche 997 GT3-RSR                  | M     | 90    |
| 42 DNF | GT2       | 91 | Farnbacher Racing                               | Lars-Erik Nielsen Allan Simonsen Richard Westbrook         | Porsche 3.8 L Flat-6                 | M     | 90    |
| 43 DNF | LMP1      | 3  | Scuderia Lavaggi                                | Giovanni Lavaggi Wolfgang Kaufmann                         | Lavaggi LS1                          | D     | 87    |
| 43 DNF | LMP1      | 3  | Scuderia Lavaggi                                | Giovanni Lavaggi Wolfgang Kaufmann                         | AER P32C 4.0 L Turbo V8              | D     | 87    |
| 44 DNF | LMP2      | 32 | Barazi-Epsilon                                  | Juan Barazi Michael Vergers                                | Zytek 07S/2                          | M     | 55    |
| 44 DNF | LMP2      | 32 | Barazi-Epsilon                                  | Juan Barazi Michael Vergers                                | Zytek ZG348 3.4 L V8                 | M     | 55    |
| 45 DNF | LMP2      | 45 | Embassy Racing                                  | Mario Haberfeld Warren Hughes                              | Embassy WF01                         | M     | 43    |
| 45 DNF | LMP2      | 45 | Embassy Racing                                  | Mario Haberfeld Warren Hughes                              | Zytek ZG348 3.4 L V8                 | M     | 43    |
| 46 DNF | LMP2      | 46 | Embassy Racing                                  | Jonny Kane Joey Foster                                     | Embassy WF01                         | M     | 41    |
| 46 DNF | LMP2      | 46 | Embassy Racing                                  | Jonny Kane Joey Foster                                     | Zytek ZG348 3.4 L V8                 | M     | 41    |
| 47 DNF | GT2       | 94 | Speedy Racing Team                              | Andrea Chiesa Benjamin Leuenberger                         | Spyker C8 Laviolette GT2-R           | M     | 17    |
| 47 DNF | GT2       | 94 | Speedy Racing Team                              | Andrea Chiesa Benjamin Leuenberger                         | Audi 4.0 L V8                        | M     | 17    |
| DNS    | GT2       | 93 | James Watt Automotive                           | Alan van der Merwe Stéphane Lémeret Michael Outzen         | Aston Martin V8 Vantage GT2          | D     | -     |
| DNS    | GT2       | 93 | James Watt Automotive                           | Alan van der Merwe Stéphane Lémeret Michael Outzen         | Aston Martin 4.5 L V8                | D     | -     |